# Список діячів науки і культури Лемківщини
Список діячів науки і культури Лемківщини — перелік осіб вихідців з Лемківщини.
Лемківщина — географічно-етнографічна назва західнокарпатського краю, що розташований між річками Боржавою і Сяном на сході та Попрадом і Дунайцем на заході, займаючи гірську частину південно-східної Польщі та гірську смугу північно-східної Словаччини.
Крім діячів науки і культури — вихідців з Лемківщини — у списку перераховано польських, словацьких, чеських дослідників Лемківщини, а також східно- і західноукраїнських учених, письменників, які зробили помітний внесок у розвиток науки і культури лемків.

## А
- Алексович Клавдія — письменниця
- Амбіцький Мирон — скульптор
- Амбіцький Юрій — скульптор
- Андрейчин Андрій — літограф, гравер
- Антонич Богдан-Ігор — поет
- Астряб Матвій — історик, педагог

## Б
- Баб'як Стефан — вояк УПА, голова КУ ОЛК, 1981-1986[1]
- Базилович Іваникій — історик, церковний діяч
- Тріо сестер Байко — сестри Даниїла, Ніна, Марія — співачки
- Балудянський Михайло — педагог, економіст, учений-правознавець, державний діяч
- Барна Володимир — поет
- Барна Микола — педагог
- Батюк Степан — педагог, різьбяр
- Бедзик Дмитро — письменник
- Бенч Василь — різьбяр
- Бенч Григорій — різьбяр
- Бердаль Григорій — різьбяр
- Бердаль Іван — різьбяр
- Бескид Микола — історик
- Биндас Дюра — культурний діяч
- Біганич Лука — скульптор
- Бірецький Іван — дослідник фольклору
- Блавацький Василь — суспільний діяч
- Блажейовський Дмитро — церковний діяч, митець
- Бодак Ярослав Антонович — український музикознавець, етномузиколог, педагог, фольклорист. Член Національної спілки композиторів України
- Боляк Гарасим — різьбяр по дереву, музикант
- Бортнянський Дмитро — композитор, співак
- Борута Ярослав — народний артист України, естрадний співак, композитор
- Брик Іван — суспільний діяч, науковець
- Бурдяк Марія — педагог, громадський діяч
- Бучацький Володимир — історик

## В
- Вагилевич Іван — письменник
- Ванат Іван — історик
- Ванчицький Степан — суспільний діяч
- Вархол Роман — поет
- Вархола Андрій — художник
- Величко Осип — різьбяр, педагог
- Вендзилович Мирон — архітектор, дизайнер інтер'єрів
- Венелін (Гуца) Юрій — історик, просвітній діяч
- Вербицький Михайло — композитор
- Верхратський Іван — філолог
- Вислоцький Дмитро — публіцист, культурний діяч
- Вірхнянський Іван — народний поет
- Вовк Федір Кіндратович — етнограф
- Волошинович Олександр — суспільний діяч
- Вороняк Микола — диригент

## Г-Ґ
- Гавенко Світлана Федорівна — професор УАД.
- Галчак Анна — письменниця
- Гальчак Богдан— історик, політолог
- Гануляк Григорій — письменник
- Гапак Степан — художник
- Гвозда Іван — політолог, громадський діяч
- Гижа Марко — педагог
- Гижа Михайло — лікар, суспільний діяч
- Гижа Орест — фольклорист, лікар
- Гиряк Михайло — публіцист
- Гібнер Станіслав — художник
- Гнатишак Анатолій — педагог, лікар
- Гнатович Іван — різьбяр по каменю
- Гнатюк Володимир — етнограф, фольклорист
- Головацький Яків — письменник
- Головчак Іван — поет
- Горбаль Микола — поет
- Грабар Ігор Емануїлович — художник
- Грацонь Василь — різьбяр по каменю
- Грицков'ян Ярослав — педагог, письменник
- Гриць-Дуда Іван — письменник
- Грушевський Михайло — історик
- Гумецький Модест — лікар, поет
- Ґец Лев — художник
- Ґоч Федір — громадський і культурний діяч
- Ґренджа-Донський Василь — письменник

## Д
- Дем'ян Лука — письменник, фольклорист
- Дзіньдзьо Михайло — журналіст
- Дзюбина Степан — церковний діяч
- Добрянська Ірина — етнограф
- Добрянський Віктор — публіцист, педагог
- Долинський Микола — різьбяр по дереву
- Драган Анна — народна співачка
- Дробняк Михайло — письменник
- Дровняк Никифор — художник
- Дуда Ігор — мистецтвознавець, педагог
- Дудра Михайло — учений, суспільний діяч, дійсний член НТШ, член-кореспондент Українського католицького університету в Римі
- Дудра Яків — народний поет
- Дулеба Андрій — фольклорист, музикознавець
- Дурняк Богдан — ректор УАД
- Дутканич Іван — різьбяр по каменю
- Духнович Олександр — поет

## Ж-З-I
- Желем Іван — письменник
- Загайкевич Богдан — науковий діяч
- Заклинський Корнило — публіцист
- Заплетал Флоріан — публіцист
- Звірик Йосип — педагог, публіцист
- Зілинський Іван — мовознавець, фольклорист
- Зілинський Орест — філолог, громадський діяч
- Зубанич Марія — співачка
- Зятик Іван — священник, редемпторист
- Іванусів Іванна — митець-керамік
- Іванусів Олег — науковець, громадський діяч
- Іляш Андрій — різьбяр по дереву
- Іляш Іван — різьбяр по дереву

## К
- Кавка Іван — скульптор
- Кищак Іван -різьбяр по дереву
- Кищак Степан — педагог, різьбяр
- Кіт Петро — різьбяр по дереву
- Кітик Василь — вчений-геолог
- Кметко Ігор — педагог
- Кобеляк Анатолій — редактор
- Ковач Федір — письменник
- Когут Петро Михайлович — публіцист, громадський діяч
- Козак Іван — різьбяр по каменю
- Коковський Франц — етнограф, письменник
- Колесса Філарет Михайлович — композитор, фольклорист
- Кольберг Оскар — етнограф, фольклорист
- Коперницький Ізидор — етнограф, антрополог
- Кос-Анатольський Анатолій — композитор
- Костельник Йосиф — письменник
- Коциловський Йосафат — церковний діяч
- Кралицький Анатолій — публіцист
- Красівський Андрій — різьбяр по дереву
- Красівський Василь — різьбяр по дереву
- Красівський Іван — різьбяр по дереву
- Красовський Іван — історик, етнограф
- Криницький Михайло — історик
- Кубек Емілій — письменник
- Кубійович Володимир — історик, географ
- Кульчицька Олена — живописець
- Курилло Теофіль — юрист, громадський діяч

## Л
- Лабош Федор — історик
- Лазорик Федір — письменник
- Латта Василь — педагог, мовознавець
- Легеза Іриней — письменник
- Лещишак Никифор — фольклорист
- Лихота Михайло — редактор, художник
- Лінинський Петро — юрист, громадський діяч
- Лопата Павло — художник
- Лучкай (Пап) Михайло — історик, мовознавець

## М
- Мадзелян Василь — художник
- Мазурик Микола — народний різьбяр
- Мазурик Омелян — художник
- Майчик Іван — композитор
- Майчик Остап — композитор
- Макара Марія — співачка
- Малиняк Микола — письменник, діяч
- Мандич Олена — скульптор
- Маркович Павло — художник, етнограф
- Маслей Максим — суспільний діяч
- Масляк Володимир — лікар, суспільний діяч
- Масцюх Василь — церковний діяч
- Мацинський Іван — поет, публіцист
- Мацієвський Михайло — різьбяр
- Мачошко Марія — співачка
- Менцинський Модест — співак
- Мердак Іван — скульптор
- Микита Володимир — живописець
- Милий Дизидерій — живописець
- Мисько Еммануїл — скульптор
- Митрак Олександер — письменник
- Мощич Петро — лікар
- Муравський Павло — хоровий диригент, педагог
- Мушинка Микола — фольклорист, діяч
- Мушка Юлій — живописець

## Н
- Надь Митро — поет
- Налисник Юліан — суспільний діяч
- Невицька Ірина — письменниця
- Новак Михайло — педагог, культурний діяч
- Новосельський Юрій — іконописець, художник
- Нодь Микола — письменник, громадський діяч

## О
- Обушкевич Феофан — церковний і громадський діяч
- Одрехівський Василь — скульптор
- Одрехівський Володимир — скульптор
- Одрехівський Маркіян — різьбяр по дереву
- Олесневич Любомир — економіст
- Орисик Андрій Михайлович — різьбяр
- Орисик Степан Михайлович — різьбяр по дереву
- Орисик Іван — різьбяр по дереву
- Орисик Михайло — різьбяр
- Оріховський Станіслав — публіцист
- Орлай Іван — педагог, діяч освіти, лікар
- Осадчук Зузанна — педагог, художник
- Осів Петро — педагог, математик
- Остромира Марія — письменниця

## П
- Павлович Олександр — поет, педагог
- Панькевич Іван — мовознавець
- Паньків Володимир — етнограф, мистецтвознавець
- Пастелій Іван — історик
- Пастернак Ярослав — археолог
- Патриляк Казимир Іванович — хімік
- Пелеш Юліян — церковний діяч
- Пельц Степан — громадський діяч, публіцист
- Петик Ольга — письменниця
- Пецух Григорій — скульптор
- Полянський Ярослав — композитор, диригент
- Прах Богдан — священник, ректор УКУ
- Прислопський Іван (18 століття) — діяч
- Прислопський Іван (1831-1909) — журналіст, історик
- Прокіпчак Іван — письменник

## Р
- Райнфус Роман — етнограф
- Раковський Іван — публіцист
- Ржегорж Франтішек — етнограф
- Рігер Януш — мовознавець
- Родак Іван — письменник
- Роман Михайло — педагог, мовознавець
- Рудловчак Олена — літературознавець
- Русенко Іван — поет, народний маляр
- Русин Павло — поет

## С
- Свида Василь — скульптор, різьбяр
- Сембратович Йосип — церковний діяч
- Сембратович Лев Ісидор — церковний діяч[2]
- Сембратович Сильвестр — церковний діяч
- Сірка Йосиф — педагог, суспільний діяч
- Смереканич Петро — педагог, журналіст
- Собин Меланія — поетеса
- Соболевський Михайло — фольклорист
- Соболевський Роман — педагог, самодіяльний композитор
- Солинко Дмитро — художник, суспільний діяч
- Соловій Володимир — політичний діяч
- Соловій Христина — співачка
- Сополига Мирослав — етнограф, музеєзнавець
- Ставровський Юлій — письменник
- Стефанівський Павло — етнограф
- Стецяк Іван — різьбяр по дереву
- Стецяк Кузьма — різьбяр по дереву
- Стецяк Михайло — різьбяр по дереву
- Стецяк Олекса — різьбяр
- Сулик Степан — церковний діяч
- Сухорський Андрій — різьбяр по дереву
- Сухорський Онуфрій — різьбяр по дереву
- Сухорський Петро — різьбяр по дереву
- Григорій Сяноцький, також Григорій з Сянока — педагог, філософ

## Т
- Тавпаш Андрій — економіст, громадський діяч
- Тарбай Йосиф — різьбяр по каменю
- Тарнович Юліян — публіцист, культурний діяч
- Теплий Ярослав — Заслужений артист України, композитор, етнограф, співак, культурний та громадський діяч
- Тибляк Іван — освітній і культурний діяч
- Тимко Онуфрій — церковний діяч, композитор
- Торонський Олекса — історик, етнограф
- Трохановський Петро — поет
- Трохановський Ярослав — диригент, музикант
- Турковський Григорій — композитор, диригент
- Турковський Орест — композитор
- Туровський Йосиф Казимир — історик, етнограф

## У-Ф
- Уздєля Северин — етнограф
- Фастнахт Адам — історик
- Федак Федір — культурний діяч
- Федака Павло — історик, етнограф
- Федина Софія — співачка, голова СФУЛО
- Феленчак Степан (1827) — різьбяр по каменю
- Феленчак Степан (1900) — різьбяр по каменю
- Филипчак Іван — письменник
- Фіголь Антон — різьбяр по дереву
- Філь Микола — політичний суспільний діяч
- Фонтанський Генрик — лінгвіст, кодифікатор лемківського діалекту
- Франко Іван — письменник

## Х
- Хом'як Мирослава — лінгвіст, кодифікатор лемківського діалекту

## Ч-Ц-Ч
- Хиляк Володимир — письменник
- Хомик Василь — поет,
- Хомкович Гриць — різьбяр по каменю
- Цимбора Юрій — композитор, диригент
- Черешньовський Михайло — скульптор
- Чернецький Василь — публіцист, суспільний діяч
- Чехович Костянтин — єпископ УГКЦ
- Чучка Павло — мовознавець, педагог

## Ш-Щ-Ю-Я
- Шалайда Антін — різьбяр
- Шалайда Василь — різьбяр
- Шалайда Дмитро — різьбяр
- Шевчик Трохим — географ, педагог
- Шмайда Михайло — фольклорист, письменник
- Шрам Віктор — етнограф, публіцист
- Штібер Здіслав — славіст, мовознавець
- Щерба Іван — педагог, громадський діяч
- Югасевич Іван — педагог, поет
- Яворський Василь — громадський і освітній діяч
- Ярема Володимир — мистецтвознавець, діяч
- Ярина Йосиф — літературознавець, поет